# 蘇振甲
蘇振甲（1900年—1970年），字鼎三（鼎珊）。甘肅省靖遠縣糜灘鄉人。民國37年（1948年）在甘肅省第一選區當選第一屆立法委員

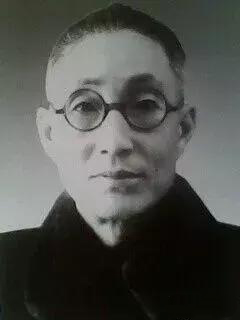

## 生平[1]
- 畢業於甘肅公立法政專門學校法律系
- 1928年，經駱力學介紹，在蘭州任國民軍第七方面軍總指揮部政治處政治員兼任政治處訓練班的教務員
- 1928年12月，由甘肅省第二次全省黨員代表大會選為執行委員和出席第三次全國代表大會的代表
- 1930年，在太原閻錫山令總部政治訓練部作訓練科長
- 1931年，到甘肅學院作教員，嗣後又兼甘肅省立第一中學訓育主任，又兼甘肅省黨務整理委員會宣傳科長，又代理過該會書記長
- 1934年，離開蘭州。擬在清遠創辦鄉村建設事業，所以任靖遠教育局長三年（此間還任清遠縣簡易鄉村師範學校校長）
- 1935年7月在靖遠期間，同萬良才、李濡、黑銘等人籌辦「同進消費合作社」，「同進消費合作社」結束後，他又命長子蘇宰東開辦「文化服務社」，在糜灘鄉辦理『壩灘完全小學』，『糜灘信用合作社』及夜校，識字班等。
- 1936年，到蘭州任甘肅省教育廳秘書，繼又任甘肅學院事務主任
- 1938年，在天水任戰時第七教師服務團天水辦事處主任嗣代團長，繼調回國立西北技藝專科學校任秘書，又被靖遠縣選為甘肅省臨時參議會議員，又由參議員選為國民參政會第二屆參政員
- 1942年至1947年又到靖遠創辦縣立巾學，任校長六年
- 1944年3月7日，甘肅省政府遴選為靖遠縣參議會議長
- 1945年4月14日，選為中國國民黨六屆全會甘肅省第六區初選代表
- 1947年4月，當選為中國國民黨甘肅省黨部監察委員
- 1948年2月15日，得票232299票當選甘肅省第一區立法委員，1948年到南京出席立法院會議。
- 1949年到靖遠縣立中學任教半年，暑假時病倒，從此在家養病。直到1950年7月病稍好，靖遠縣人民政府約為靖遠縣各界人民代表大會代表，又被選為常務委員，同時靖遠縣立中學聘為教員，未及上課，又接電報列席甘肅省第一屆各界人民代表大會。會後，因宿疾沒有全好，留蘭州治療
- 1951年由孫作賓介紹，任民革甘肅分部籌備委員
- 1951年至1958年「反右」開始前，他一直為民革甘肅省委員會的委員。後遭迫害，下放武都農村勞動，1970年死於武都，由其家人扶柩歸里，葬於糜灘鄉